# Labuhan Maringai
Labuhan Maringai is een bestuurslaag in het regentschap Lampung Timur van de provincie Lampung, Indonesië. Labuhan Maringai telt 10.259 inwoners (volkstelling 2010).